# Такер, Ричард (актёр)
Ричард Такер (англ. Richard Tucker; 4 июня 1884 — 5 декабря 1942) — американский актёр.

## Биография
Такер родился в Бруклине, штат Нью-Йорк, в 1884 году. Он появился в 266 фильмах между 1911 и 1940 годами, он был первым официальным членом Гильдии киноактеров США и членом-основателем её Совета директоров.
Такер умер в Вудленд-Хиллз, Лос-Анджелес, после сердечного приступа. Он похоронен в Мемориальном парке «Форест-Лаун», в нише в Большом Мавзолее.